# Sana (Haute-Garonne)
Sana is een gemeente in het Franse departement Haute-Garonne (regio Occitanie) en telt 175 inwoners (1999). De oppervlakte bedraagt 2,74 km², de bevolkingsdichtheid is 63 inwoners per km².

## Geografie

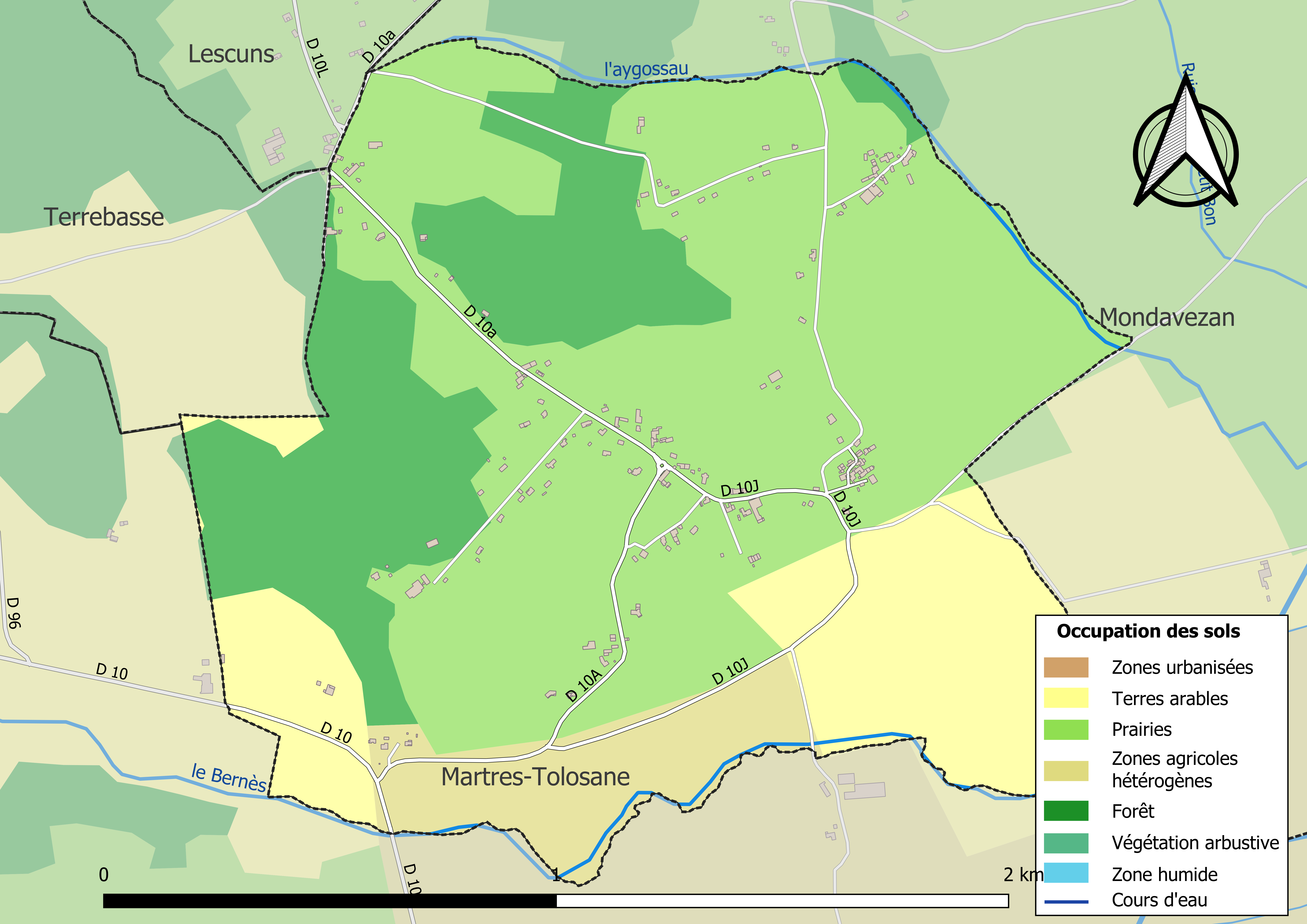
kaart van de gemeente met de belangrijkste infrastructuur, bodemgebruik en omliggende gemeenten

## Demografie
Onderstaande figuur toont het verloop van het inwonertal (bron: INSEE-tellingen).

1. ↑  Populations de référence 2022.